# アヴダト
座標: 北緯30度47分38秒 東経34度46分23秒 / 北緯30.794度 東経34.773度
アヴダト（Avdat）またはオヴダト（Ovdat）はペトラとエイラートを結ぶ交易路上に位置していた、現在イスラエルのネゲヴ砂漠中心の山にある遺跡である。かつてナバテア人たちが暮らしていた。 

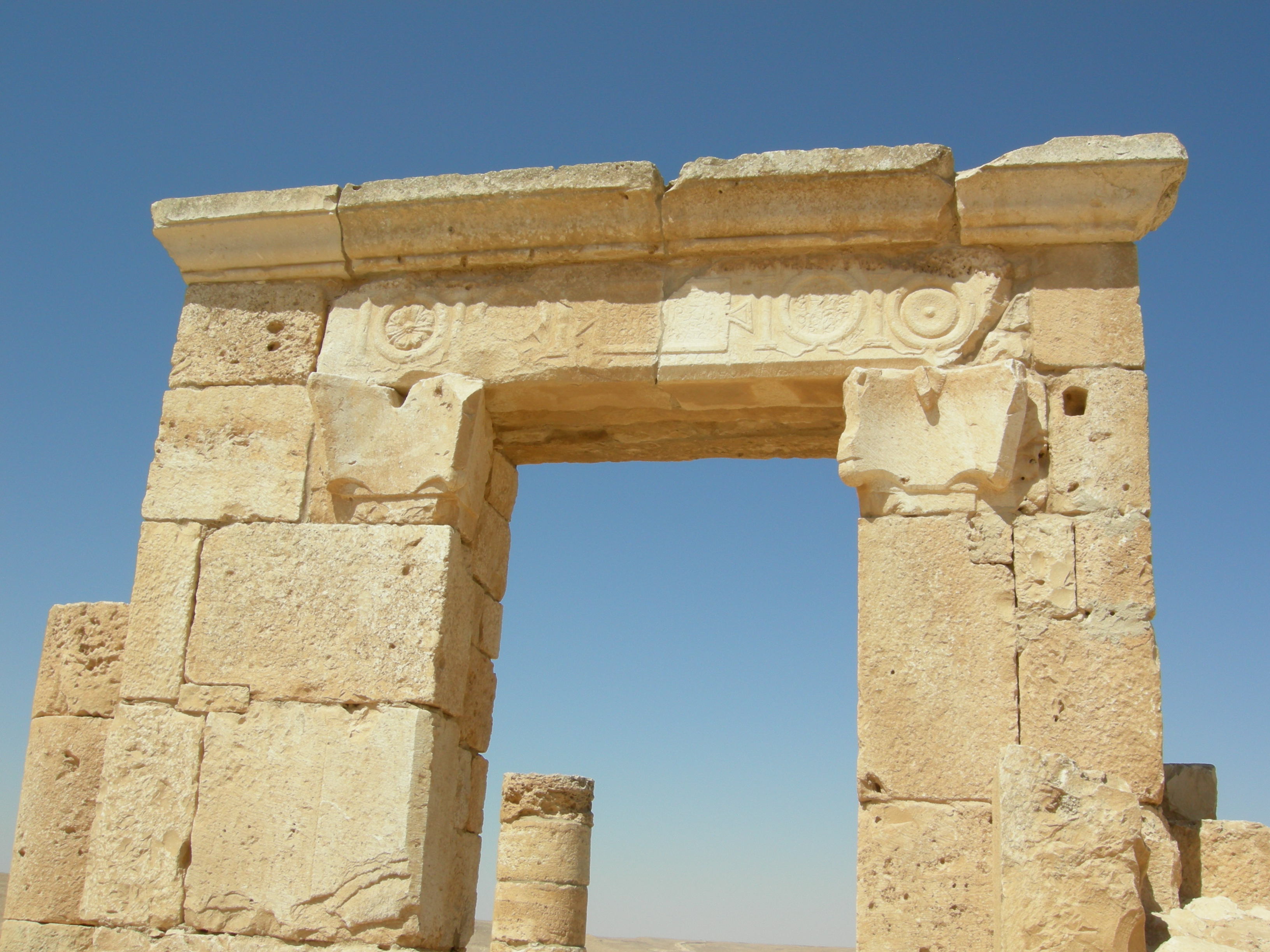
Avdat architecture. ("The Southern Gate")

## 歴史
アヴダトは、紀元前3世紀から紀元前2世紀に、初期のペトラとガザを結んでいた交易路に沿って移動していたナバテア人キャラバン向けの季節限定の野営地であった。
その場所にアヴダトの町が建設されたのは紀元前1世紀後半である。その名前は、神聖視されていたナバテアの王オボダス（Obodas）にちなんでおり、伝承によれば、彼はその地に葬られたのだという。
紀元前1世紀が終わる前に、高原の西端に沿ってアクロポリス神殿の基盤が建造された。発掘調査の結果、ナバテア人たちはその頃から、地震で町が壊滅する西暦7世紀初頭まで住み続けていたことが明らかになっている。

アヴダトは106年にローマ帝国に併合されてからも、ペトラとガザを結ぶ交易路の主要停留地として栄えた。ネゲヴ高原中心部の他の町と同じように、アヴダトは国際的な交易が3世紀初頭から中葉にかけて停止したときには、農業を採り入れることで適応し、殊に生計の手段としてワイン生産に力を入れた。広々とした段々畑と水路が一帯に張り巡らされ、冬の降雨によって地表を流れる水を集めるようになっていた。これはイスラエル南部の極度に乾燥した地域で農業を行っていくための工夫である。現存するこの町のブドウ圧搾機のうち少なくとも5台は、ビザンティン帝国時代に遡る。
3世紀後半から4世紀初頭、おそらくディオクレティアヌス帝の治世に、ローマ軍団は高原の北側に 100 m四方の駐屯所を建設した。一帯の他の場所にある塔の遺跡では、西暦293年から294年にかけての日付と、建築家の一人がペトラ出身であることを刻んだ碑文が見つかっている。このころ、町から見下ろせる平地に共同浴場が建設されており、その水は岩盤を70m 掘り抜いた井戸によって供給されていた。
ペトラとガザを結ぶ道に沿った一帯は、ネゲヴのナバテア人入植地とペトラを結ぶ幹線道路として機能しつづけていたことから、4世紀から5世紀にはローマ軍団によって使用されていた。Mezad Ma'ale Mahmal, Shar Ramon, Har Masaなどでは、3世紀後半から5世紀初頭の陶器や貨幣が出土しているほか、アヴダトと Shar Ramonを結ぶ道の一部では当時のローマ帝国のマイルストーン・ラインも発見されている。
アヴダト北のHorvat Ma'agoraでは、四隅に塔を備えた要塞が、初期のナバテア人建造物跡に建てられた。
初期の町並みは、おそらくは局地的なものであったと推測されている大地震によって、5世紀初頭に壊滅的な被害を受けた。この破壊跡からは、漆喰に黒インクで書かれたナバテア人の書き付けが発見された。この書き付けはBen-Gadyaという一介の左官職人によって書かれたものだが、イスラエルで発見されたナバテア人の碑文の中では最も遅い時代のものなのである。

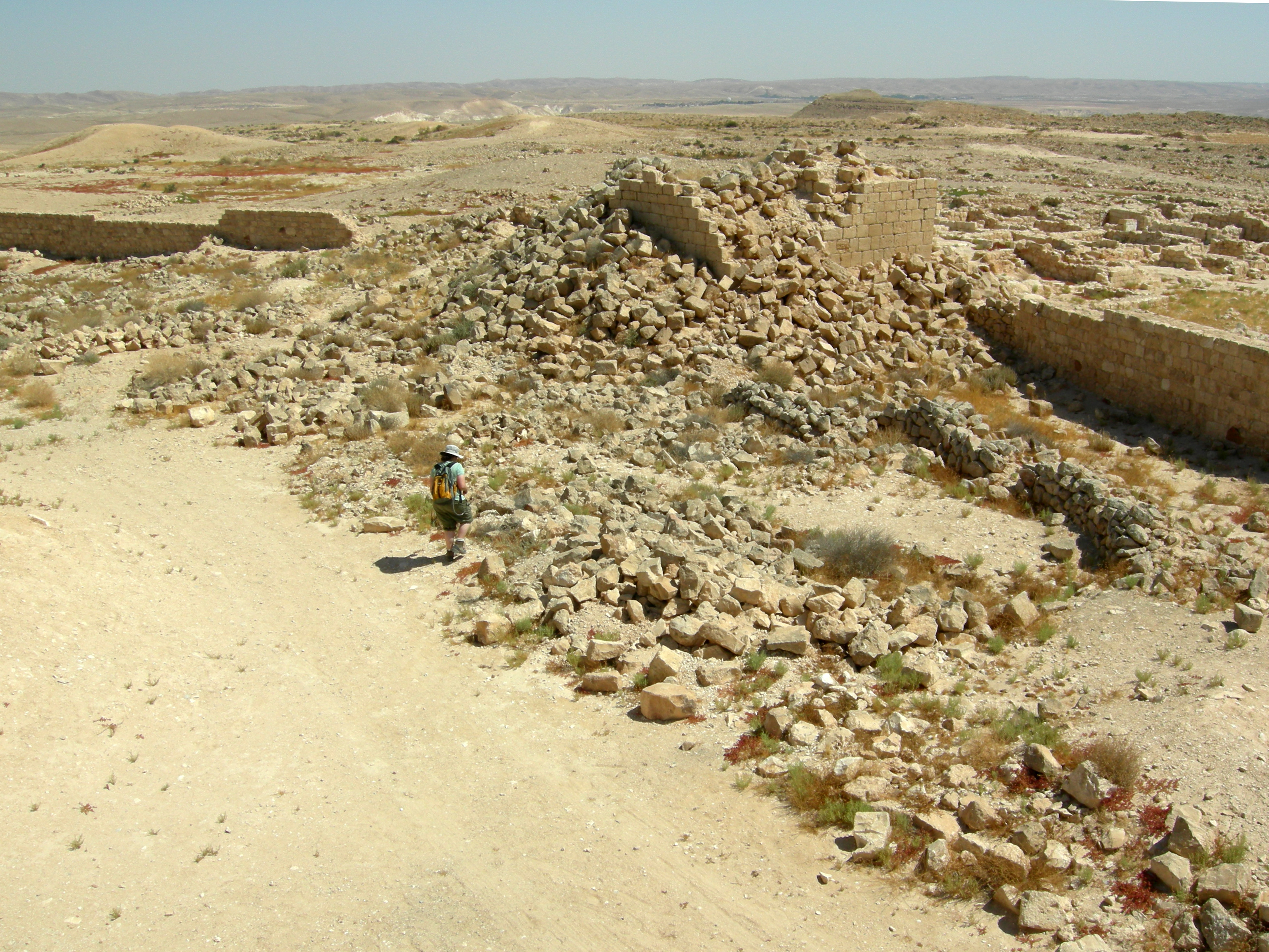
Avdat earthquake damage.

後に再建された都市は周りに壁が建造され、人工の洞穴が造られており、それらのいくつかにはビザンティン時代に人が住んでいた。5世紀と6世紀のビザンティン帝国の統治下で、アヴダトのアクロポリス跡に2つの聖堂を備えた修道院と城塞が建設された。聖テオドロス聖堂はアヴダトに残るビザンティン時代の遺跡の中では、もっとも趣深いものである。床には大理石の墓石が埋め込まれ、中世ギリシャ語の碑文が刻まれている。聖テオドロス（St. Theodore）は4世紀ギリシャの殉教者である。修道院は聖堂に隣接しており、近くには城塞の入り口の目印として秣石を彫った獅子がある。
町は7世紀初頭の大地震で完全に崩壊し、それ以降は人が住むことはなかった。
2005年に他の3つの都市遺跡とともに、「ネゲヴ砂漠の香の道と都市群」として、ユネスコの世界遺産に登録された。

## その他
アヴダトは映画『Jesus Christ Superstar』の撮影が行われた場所としても知られている。